# Svekofenniderna

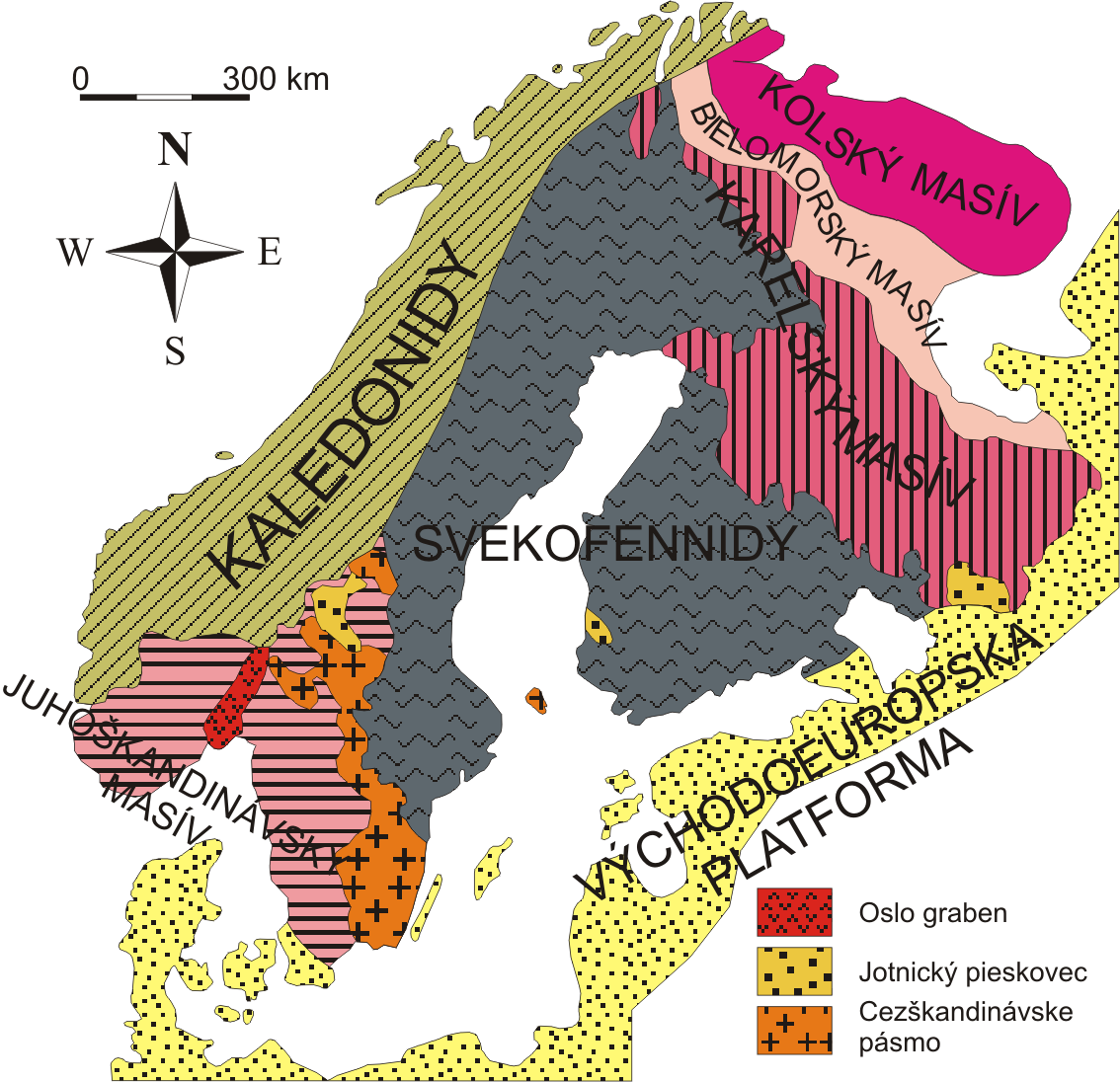

Svekofenniderna var den bergskedja som bildades för omkring 1,85 miljarder år sedan och som idag, efter att ha vittrat och eroderat ner, utgör delar av berggrunden i norra och östra Sverige samt i delar av Finland, Ryssland och Norge.